# آرپا-یی
آرپا-یی (Advanced Research Projects Agency–Energy ;ARPA-E) 'مرکز تحقیقات پیشرفته انرژی' یک نهاد تحقیقاتی معتبر در حوزهٔ انرژی‌های پیشرفته در حکومت فدرال ایالات متحده آمریکا که بودجه‌های تحقیقاتی عظیمی به پروژه‌های برجسته با قابلیت تغییر در سیستم‌ها و فناوری‌های مرتبط با انرژی اختصاص می‌دهد.